# Thesixtyone
thesixtyone（经常被简称为t61）是使用协同过滤技术来组织，宣传和销售由艺术家上传音乐的流媒体网站，这些艺术家很多都是独立音乐人。 thesixtyone是由James Miao和Samuel Hsiung创立的，并从保罗·格雷厄姆处得到了早期的投资。2008年1月，thesixtyone发布了早期测试版 并从创作共用的首席执行官伊藤穰一和LinkedIn的创始人里德·霍夫曼处得到了追加的投资。
thesixtyone的命名是从美国的六十一号公路而来，一条对美国音乐文化有着深远意义的公路。 用户可以在站点上购买由艺术家上传的歌曲或是mp3格式的专辑，thesixtyone的愿望是能给富有创意的艺术家们提供一个以音乐为生的机会。 另外thesixtyone也允许艺术家把他们的音乐以创作共用协议发布，此外还可以提供免费下载。
thesixtyone在操作上的一大特点是在页面内点击所有的链接都会直接在页面内加载内容而不会导致页面重新载入或是歌曲播放停顿，另外也支持键盘快捷键操作。用户可以以类似Digg的形式去给歌曲投票。 thesixtyone同时也支持将收听的歌曲同步到Last.fm, Twitter和Facebook。
thesixtyone是基于Django构建的
2010年1月20日，thesixtyone发布了新版网站，更加强调高分辨率的图片，地点，以及歌词。 新的设计在用户中引发了很大的争议，很多人在网站的Facebook专页表达自己的不满。 一些活跃用户也为此退出了thesixtyone。